# Lixus macer
Lixus macer – gatunek chrząszcza z rodziny ryjkowcowatych.

## Zasięg występowania
USA oraz Kanada. Występuje na obszarze od Ontario na płn. po Karolinę Północną, Luizjanę i Teksas na płd., na zach. sięga zaś po Utah i Oregon.

## Budowa ciała
Osiąga 1–2 cm długości ciała.